# Террі Бальзамо
Теренс Патрік Девід Бальзамо (англ. Terence Patrick David Balsamo; нар. 8 жовтня 1972, Тампа, Флорида, США)  — американський гітарист. Учасник і гітарист двох рок-груп — «Cold» і «Evanescence». Знає італійську мову.

## Біографія
По сьогоднішній день Террі є гітаристом рок-групи «Cold», і записав з ними два альбоми — «13 Ways to Bleed on Stage» (2000) і «Year of the Spider» (2003). З 2003 Террі також замінює Бена Муді в групі «Evanescence», який покинув її восени 2003. З «Evanescence» гітарист записав два альбоми «Anywhere but Home» (2004) і «The Open Door» (2006). Разом з Емі Лі написав багато пісень для альбому «The Open Door», наприклад — «Call Me When You're Sober» і «Sweet Sacrifice».
В листопаді 2005 Террі переніс інсульт.

## Участь в групах
- Evanescence — гітарист (2003-дотепер)
- Limp Bizkit — гітарист (1994)
- Shaft — гітарист (1996-1999)
- Cold — гітарист (1999-2003, 2009-дотепер)

## Дискографія

### «Cold»
- 13 Ways to Bleed on Stage (12 вересня 2000)
- Year of the Spider (13 травня 2003)

### «Evanescence»
- Anywhere but Home (23 листопада 2004)
- The Open Door (25 вересня 2006)